# Эзра, Хен
Хен Эзра (ивр. חן עזרא‎; 19 января 1989, Беэр-Шева, Израиль) — израильский футболист, полузащитник клуба «Маккаби» (Нетания). Выступал за сборную Израиля.

## Биография

### Клубная карьера
Родился в 1989 году в городе Беэр-Шева и является воспитанником местных команд «Хапоэль» (Беэр-Шева) и «Бейтар Нес Тубрук». Первый профессиональный контракт подписал в 2007 году с клубом «Маккаби» (Нетания). В свой первый сезон на профессиональном уровне провёл 4 игры в высшей лиге Израиля. В сезоне 2008/09 он был отдан в аренду в клуб лиги Леумит «Хапоэль» (Кфар-Сава). Вернувшись из аренды, продолжил выступать за «Маккаби», где со временем стал игроком основы. В 2012 году подписал контракт с «Маккаби» (Хайфа), где также был основным игроком, провёл в клубе 4 сезона и стал обладателем Кубка Израиля в сезоне 2015/16. Затем, в течение трёх сезонов выступал за другие израильские клубы «Хапоэль» (Тель-Авив), «Бейтар» (Иерусалим) и «Хапоэль» (Беэр-Шева). Летом 2019 года стал игроком кипрского клуба «Омония» Никосия, за который провёл 8 матчей, но спустя полгода вернулся в Израиль, где подписал контракт с «Маккаби» (Нетания).

### Карьера в сборной
Дебютировал за сборную Израиля 7 сентября 2012 года в матче отборочного турнира чемпионата мира 2014 против сборной Азербайджана, в котором появился на замену на 70-й минуте вместо Маора Меликсона. Продолжал вызываться в сборную до 2014 года и провёл в её составе 9 матчей. Единственный гол забил 2 июня 2013 года в товарищеском матче со сборной Гондураса.

## Достижения
«Маккаби» Хайфа
- Обладатель Кубка Израиля: 2015/16

### Личные
- Лучший ассистент чемпионата Израиля: 2012/13 (13)